# NK Troglav 1918 Livno
NK Troglav 1918 je nogometni klub iz Livna, Bosna i Hercegovina, koji se trenutačno natječe u Drugoj ligi FBiH – Jug.

## Povijest kluba

### Od osnutka do 1991.
Klub je utemeljen 1921. godine, a na grbu se nalazi broj 1918, koji simbolizira godinu utemeljenja Sportskog kluba Troglav. Na grbu se, pored godine osnutka, nalazi i obris vrha planine Dinare po kojem je klub dobio ime i hrvatski šahirani grb.
U razdoblju između dva svjetska rata klub je djelovao pod okriljem Splitskog nogometnog podsaveza. U razdoblju nakon Drugoga svjetskog rata klub je najprije dobio ime po lokalnom narodnom heroju Vojinu Zirojeviću – SD Vojin Zirojević (1947.), a godinu potom dogodila se još jedna promjena, ovaj put u ime po planini Cincar koja se diže iznad grada – FD Cincar (1948. – 1949.). Od 1949. godine ponovno se zove Troglav. Za vrijeme SFR Jugoslavije klub je igrao niže lige, a najveći uspjeh ostvaren je u sezoni 1972./73., kada je klub igrao u drugom stupnju natjecanja, odnosno Drugoj saveznoj ligi, i odmah ispao. Nikad više Troglav nije uspio doći do tog razreda natjecanja. Ostatak razdoblja pod Jugoslavijom Troglav je proveo između trećeg i četvrtog stupnja natjecanja.

### Od 1991. do 2014.
Tijekom rata klub nije igrao ni u kojem natjecanju, a u vremenu nakon rata, Troglav je igrao u ligaškom natjecanju Herceg-Bosne. U prvenstvu je najveći uspjeh 2. mjesto u sezoni 1996./97., a te je sezone osvojen Kup Herceg-Bosne, pobjedom nad Orašjem rezultatom 1:0 u finalu. Troglav se tijekom 1994. godine zvao HNK Livno, a 1995. godine je vraćen originalni naziv kluba – Troglav.
Nakon osnivanja Premijer lige Federacije Bosne i Hercegovine 2000. godine Troglav je u sezoni 2000./01. završio na 10. mjestu od 22 tima koja su tada bili dio Premijer lige BiH. Te je sezone s 3:1 dobiven na Koševu Sarajevo, uz hat-trick Roberta Regvara. Iduće sezone, 2001./02., završio je na 14. mjestu od 16 timova i ispao u drugi rang (reformom je Premijer liga Bosne i Hercegovine postala 1. rang, a Prva liga Federacije Bosne i Hercegovine 2. rang). Troglav je u sezonama 2003./04. i 2004./05. proveo u Drugoj ligi Federacije Bosne i Hercegovine (Centar 2 i Jug, od kojih potonju osvaja). U Prvu ligu Federacije Bosne i Hercegovine vratio se u sezoni 2005./06. U toj se ligi zadržao četiri sezone, kada je opet ispao u Drugu ligu Federacije Bosne i Hercegovine. U Prvu ligu Federacije Bosne i Hercegovine vratio se u sezoni 2012./13., a u Prvoj ligi je proveo sezonu i pol. U prvoj sezoni klub je ostao u ligi samo zahvaljujući odustajanju drugog kluba, a u sljedećoj je izdržao do 18. kola i zbog velikih problema istupio iz natjecanja. Klub je kasnije te godine ugašen.

### Osnutak novog kluba
U jesen 2014. godine objavljeno je da je u Livnu osnovan novi klub. Klub će igrati na istom stadionu, s istim igračima, nosit će iste boje, ali će ime biti malo drukčije – pokraj imena Troglav stajat će broj 1918 – on simbolizira godinu osnutka SK Livno. U prvoj sezoni klub je krenuo iz najnižeg razreda natjecanja – Međužupanijske lige. Ista je u prvoj sezoni osvojena i klub se plasirao u viši razred – Drugu ligu FBiH.
Juniori i kadeti NK Troglav natječu se u Omladinskoj ligi BiH, a pioniri i početnici u Međužupanijskoj omladinskoj ligi.

## Klupski uspjesi
Jugoslavija
- Grupno prvenstvo Splitskog nogometnog podsaveza: 1955./56. (III. grupa)
- Podsavezna liga Livno: 1960./61.
- Hercegovačka zona: 1962./63., 1971./72., 1975./76.

Herceg-Bosna
- Kup Herceg-Bosne: 1996./97.

Bosna i Hercegovina
- Druga liga FBiH – Jug: 2004./05., 2011./12.
- Međužupanijska liga HBŽ i ZHŽ: 2014./15.

## Pregled plasmana po sezonama
| Sezona    | Rang | Liga                                                             | Plasman | Izvori |
| --------- | ---- | ---------------------------------------------------------------- | ------- | ------ |
| 1935.     | III. | Prvenstvo Splitskog nogometnog podsaveza – II. grupa             |         |        |
| 1936.     |      |                                                                  |         |        |
| 1937.     |      |                                                                  |         |        |
| 1937./38. | III. | Prvenstvo Splitskog nogometnog podsaveza – III. razred – grupa B | 2.      |        |
| 1938./39. |      |                                                                  |         |        |
| 1939./40. |      |                                                                  |         |        |
| 1940./41. |      |                                                                  |         |        |
| 1941./42. |      |                                                                  |         |        |
| 1942./43. |      |                                                                  |         |        |
| 1943./44. |      |                                                                  |         |        |
| 1946.     |      |                                                                  |         |        |
| 1946./47. |      |                                                                  |         |        |
| 1947./48. | –    | Kvalifikacije za Republičku ligu BiH – V. grupa                  | 5.      |        |
| 1947./48. |      |                                                                  |         |        |
| 1948./49. |      |                                                                  |         |        |
| 1950.     |      |                                                                  |         |        |
| 1951.     |      |                                                                  |         |        |
| 1952.     | II.  | Podsavezna liga Mostar – I. grupa                                | 2.      |        |
| 1952./53. |      |                                                                  |         |        |
| 1953./54. | V.   | Grupno prvenstvo Splitskog nogometnog podsaveza – II. grupa      | 5.      |        |
| 1954./55. |      |                                                                  |         |        |
| 1955./56. | IV.  | Grupno prvenstvo Splitskog nogometnog podsaveza – III. grupa     | 1.      |        |
| 1956./57. |      |                                                                  |         |        |
| 1957./58. | III. | Prvenstvo Splitskog nogometnog podsaveza                         | 12.     |        |
| 1958./59. | IV.  | Grupno prvenstvo Splitskog nogometnog podsaveza – II. grupa      | 2.      |        |
| 1959./60. | IV.  | Podsavezna liga Livno                                            | 2.      |        |
| 1960./61. | IV.  | Podsavezna liga Livno                                            | 1.      |        |
| 1961./62. | III. | Zonska liga Mostar                                               | 5.      |        |
| 1962./63. | III. | Hercegovačka zona                                                | 1.      |        |
| 1963./64. | III. | Hercegovačka zona                                                | 9.      |        |
| 1964./65. | III. | Hercegovačka zona                                                | 3.      |        |
| 1965./66. | III. | Hercegovačka zona                                                | 6.      |        |
| 1966./67. | III. | Dalmatinska zona                                                 | 10.     |        |
| 1967./68. | III. | Dalmatinska zona                                                 | 14.     |        |
| 1968./69. | III. | Dalmatinska zona                                                 | 4.      |        |
| 1969./70. | III. | Dalmatinska zona                                                 | 7.      |        |
| 1970./71. | III. | Hercegovačka zona                                                | 3.      |        |
| 1971./72. | III. | Hercegovačka zona                                                | 1.      |        |
| 1972./73. | II.  | Druga savezna liga Jugoslavije – Jug                             | 16.     |        |
| 1973./74. | III. | Republička liga Bosne i Hercegovine                              | 19.     |        |
| 1974./75. | IV.  | Hercegovačka zona                                                | 4.      |        |
| 1975./76. | IV.  | Hercegovačka zona                                                | 1.      |        |
| 1976./77. | III. | Republička liga Bosne i Hercegovine                              | 18.     |        |
| 1977./78. |      |                                                                  |         |        |
| 1978./79. | V.   | Međuopćinska liga Mostar                                         | 4.      |        |
| 1979./80. |      |                                                                  |         |        |
| 1980./81. |      |                                                                  |         |        |
| 1981./82. | IV.  | Regionalna liga BiH – Jug                                        | 16.     |        |
| 1982./83. |      |                                                                  |         |        |
| 1983./84. |      |                                                                  |         |        |
| 1984./85. |      |                                                                  |         |        |
| 1985./86. |      |                                                                  |         |        |
| 1986./87. |      |                                                                  |         |        |
| 1987./88. |      |                                                                  |         |        |
| 1988./89. |      |                                                                  |         |        |
| 1989./90. |      |                                                                  |         |        |
| 1990./91. |      |                                                                  |         |        |
| 1991./92. |      |                                                                  |         |        |
| 1993./94. | I.   | Prva liga Herceg-Bosne                                           | 8.      |        |
| 1994./95. | I.   | Prva liga Herceg-Bosne – Jug                                     | 6.      |        |
| 1995./96. | I.   | Prva liga Herceg-Bosne – Jug                                     | 7.      |        |
| 1996./97. | I.   | Prva liga Herceg-Bosne                                           | 2.      |        |
| 1997./98. | I.   | Prva liga Herceg-Bosne                                           | 5.      |        |
| 1998./99. | I.   | Prva liga Herceg-Bosne                                           | 6.      |        |
| 1999./00. | I.   | Prva liga Herceg-Bosne                                           | 9.      |        |
| 2000./01. | I.   | Premijer liga Federacije BiH                                     | 10.     |        |
| 2001./02. | I.   | Premijer liga Federacije BiH                                     | 14.     |        |
| 2002./03. | II.  | Prva liga FBiH                                                   | 15.     |        |
| 2003./04. | III. | Druga liga FBiH – Centar 2                                       | 3.      |        |
| 2004./05. | III. | Druga liga FBiH – Jug                                            | 1.      |        |
| 2005./06. | II.  | Prva liga FBiH                                                   | 6.      |        |
| 2006./07. | II.  | Prva liga FBiH                                                   | 5.      |        |
| 2007./08. | II.  | Prva liga FBiH                                                   | 7.      |        |
| 2008./09. | II.  | Prva liga FBiH                                                   | 12.     |        |
| 2009./10. |      |                                                                  |         |        |
| 2010./11. | III. | Druga liga FBiH – Jug                                            | 5.      |        |
| 2011./12. | III. | Druga liga FBiH – Jug                                            | 1.      |        |
| 2012./13. | II.  | Prva liga FBiH                                                   | 12.     |        |
| 2013./14. | II.  | Prva liga FBiH                                                   | 16.     |        |
| 2014./15. | IV.  | Međužupanijska liga HBŽ i ZHŽ                                    | 1.      |        |
| 2015./16. | III. | Druga liga FBiH – Jug                                            | 11.     |        |
| 2016./17. | III. | Druga liga FBiH – Jug                                            | 9.      | [ 4 ]  |
| 2017./18. | III. | Druga liga FBiH – Jug                                            | 9.      | [ 5 ]  |
| 2018./19. | III. | Druga liga FBiH – Jug                                            | 10.     | [ 6 ]  |
| 2019./20. | III. | Druga liga FBiH – Jug                                            | 7.      | [ 7 ]  |
| 2020./21. | III. | Druga liga FBiH – Jug                                            | 7.      | [ 8 ]  |
| 2021./22. | III. | Druga liga FBiH – Jug                                            | 7.      | [ 9 ]  |
| 2022./23. | III. | Druga liga FBiH – Jug                                            | 3.      | [ 10 ] |
| 2023./24. | III. | Druga liga FBiH – Jug                                            | 6.      | [ 11 ] |
| 2024./25. | III. | Druga liga FBiH – Jug                                            | –       |        |

## Nastupi u Kupu BiH
2001./02.
- šesnaestina finala: FK Radnik Bijeljina – NK Troglav Livno 2:1, 2:4
- osmina finala: – FK Sarajevo – NK Troglav Livno 6:0, 3:0

2002./03.
- šesnaestina finala: NK Troglav Livno – FK Sarajevo (I) 0:4, 1:7

2004./05.
- šesnaestina finala: NK Troglav Livno – HNK Orašje (I) 0:2

2007./08.
- šesnaestina finala: FK Modriča Maxima (I) – NK Troglav Livno 5:0

## Stadion
Troglav 1918 sve svoje utakmice igra na gradskom stadionu zvanom Zgona. Stadion je sagrađen tijekom 1960-ih. Tribine su renovirane 2017. godine, sada gradski stadion broji oko 2000 sjedećih mjesta. Uz glavni teren, nalazi i jedan pomoćni, svlačionice, zgrada Uprave, i kafić. Svlačionice su renovirane 2015. godine.

## Navijači
2012. godine, u međusezoni, lokalni entuzijasti su pokrenuli navijačku skupinu pod nazivom Konjica. Navijačka skupina prati klub na svim utakmicama. U međuvremenu su izrasli u ozbiljnu i vrlo organiziranu navijačku skupinu. Konjica je poznata po mnogim humanitarnim i drugim događanjima koje svake godine uspješno organizira i vodi, poput malonogometnog turnira ljeti pod nazivom "Livno Streetball". Uz Troglav ponekad prate i utakmice hrvatske nogometne reprezentacije.

## Vanjske poveznice
- Arhivirana web-stranica
- Sportsport.ba